# Wer hat Sara ermordet?
Wer hat Sara ermordet? (Originaltitel: ¿Quién mató a Sara?) ist eine mexikanische Thriller-Drama-Serie, die von Perro Azul für Netflix umgesetzt wurde. Die Serie erschien am 24. März 2021 weltweit auf Netflix. Die zweite Staffel der Serie wurde am 19. Mai 2021 auf Netflix veröffentlicht. Die dritte und finale Staffel wurde am 18. Mai 2022 auf Netflix veröffentlicht.

## Handlung

### Staffel 1
Nach 18 Jahren wird Álex Guzmán vorzeitig aus dem Gefängnis entlassen. Er wurde zu einer 30-jährigen Haftstrafe für die Ermordung seiner Schwester Sara verurteilt, die aufgrund eines manipulierten Parasailing-Fallschirms zu Tode stürzte. Álex ist jedoch unschuldig. Er möchte den wahren Mörder finden und sinnt auf Rache an der einflussreichen Casinobesitzerfamilie Lazcano, in deren Kreis Álex den wahren Mörder vermutet und die ihn mit falschen Versprechungen dazu gebracht hatte, die Tat auf sich zu nehmen. Bei seinen Plänen erhält Álex mysteriöse Hinweise von einer unbekannten Person namens Diana, die Jägerin. Außerdem unterstützt ihn bald Elisa, die Tochter der Familie Lazcano, mit der Álex eine Liebesbeziehung eingeht. Chema und sein Partner Lorenzo wollen ein Kind. Als Leihmutter bietet sich Chemas alte Schulfreundin Clara an. Diese wird von ihrem Ex-Freund Moncho verfolgt. Bei einem Angriff tötet Chema diesen. Mit Hilfe von Álex vergraben Lorenzo und Chema die Leiche.
Álex verübt mehrere Hackingangriffe auf das Casino der Lazcanos. Dabei kommen nach und nach die kriminellen Machenschaften ans Licht, in die vor allem der chauvinistische und skrupellose Familienpatriarch César Lazcano und sein Geschäftspartner Sergio verwickelt sind. Sara hatte dies damals herausgefunden. Ebenfalls hatte sie eine Affäre mit César und wurde von ihm schwanger. Dies fand auch Mariana, die Ehefrau von César, heraus und beauftragte Elroy, den Parasailing-Fallschirm zu manipulieren. Am Ende der ersten Staffel findet Álex ein geheimes Tagebuch und entdeckt mit diesem im Garten des Hauses seiner verstorbenen Mutter die Überreste einer Leiche, die dort vergraben wurde.

### Staffel 2
Álex findet immer mehr neue Erkenntnisse über Sara heraus und dies lässt ihn an seinem Verdacht gegenüber der Familie Lazcano zweifeln. So kommt er dahinter, dass Sara psychisch krank war und zusammen mit Nicandro Drogen verkauft hat. Außerdem kommt heraus, dass hinter Diana, die Jägerin Marifer, die ehemals beste Freundin von Sara, steckt. Sie ist auch die Schwester von Clara, und gemeinsam wollen sie sich an der Familie Lazcano rächen, da sie glauben, dass diese etwas mit dem Verschwinden ihrer Mutter zu tun hat. Sara hat in der Vergangenheit erfahren, dass sie das Erzeugnis einer Vergewaltigung ist und Marifers Vater Abel ebenfalls ihr Vater ist. Rodolfo hat sich von seiner Partnerin Sofía getrennt, nachdem er erfahren hat, dass sie von seinem Vater schwanger ist. Da Mariana das ungeborene Kind als ihr Kind sieht, flieht Sofia zusammen mit ihrem Sohn Bruno. César verliert sein Imperium, schiebt seine illegalen Geschäften Sergio unter und täuscht seinen Tod vor. Sergio wird daraufhin verhaftet.
Sechs Monate später bricht Sergio aus dem Gefängnis aus und entführt Elisa, um César aus der Reserve zu locken. Zusammen mit Álex kann César seine Tochter retten und erschießt Sergio. Chema und Lorenzo haben sich getrennt, und Chema hat mit den Folgen seiner Tat zu kämpfen. Als Monchos Bruder auftaucht und ihn sowie Lorenzo bedroht, wird Lorenzo von diesem mit einem Messer schwer verletzt und stirbt in Chemas Armen. Er stellt sich daraufhin der Polizei und wird verhaftet. Clara wird währenddessen von Mariana belästigt, da diese das Kind unbedingt haben will. Als sie erfährt, dass die Schwestern sie für das Verschwinden der Mutter verantwortlich machen, kommt es zu einer Auseinandersetzung, bei der Marifer versehentlich ihre Schwester tötet.
Álex findet einen neuen Beweis, der ihn zu Marifer und Nicandro führt. Marifer gesteht, dass sie aus Wut Saras Parasailing-Fallschirm durchgeschnitten und somit deren Tod verursacht hat. In Wahrheit ist Nicandro zusammen mit Dr. Alanis, dem ehemaligen Psychiater von Sara, für den Mord an Sara verantwortlich.

### Staffel 3
Álex muss erfahren, dass seine Schwester nie gestorben ist, sondern von der Organisation Medusa entführt wurde und somit noch am Leben ist. Nicandro hat damals nach dem Absturz von Sara seinen Vater Reinaldo angerufen, und dieser brachte Sara in seine Privatklinik. Dort wollte er zusammen mit Dr. Alanís ein Heilmittel gegen Schizophrenie und Homosexualität erforschen, wozu die psychisch labile Sara das perfekte Versuchskaninchen wäre.  Diese bekam dort ihre Tochter Lucía, bevor sie sich selber getötet hat, da sie nicht weiter dem Forschungsprojekt der Organisation dienen wollte. Lucía wurde ebenfalls dem Medusa-Projekt ausgesetzt, da Reinaldo erforschen wollte, ob Schizophrenie vererbbar ist. Lucía freundet sich mit Daniela, der lesbischen Tochter von Reinaldo an. Zusammen können sie am Ende aus der Anstalt fliehen.
Álex und Elisa kommen der Wahrheit auf die Spur und finden Reinaldos Anstalt. In dieser hat sich Chema, auf Betreiben seiner Mutter, ebenfalls freiwillig einliefern lassen. Sie können ihn befreien und Reinaldo gesteht seine Taten. Er wird anschließend von Álex getötet. César nimmt den Mord an Reinaldo auf sich, um Álex zu entlasten und ihn vor einer weiteren Haftstrafe zu bewahren. Am Ende muss auch noch Rodolfo sterben, als er sich schützend vor seine Schwester Elisa stellt.

## Besetzung und Synchronisation
Die deutschsprachige Synchronisation entstand nach den Dialogbüchern von Michael Nowka und Martin Cichy sowie unter der Dialogregie von Michael Nowka, Kim Hasper und Katharina Gräfe durch die Synchronfirma Christa Kistner Synchronproduktion in Berlin.

### Hauptbesetzung
| Rolle                             | Schauspieler         | Hauptrolle (Folgen) | Nebenrolle (Folgen) | Synchronsprecher                                      |
| --------------------------------- | -------------------- | ------------------- | ------------------- | ----------------------------------------------------- |
| Alejandro „Álex“ Guzmán           | Manolo Cardona       | 1.01–3.07           |                     | Nils Nelleßen                                         |
| César Lazcano                     | Ginés García Millán  | 1.01–3.07           |                     | Erich Räuker                                          |
| Elisa Lazcano                     | Carolina Miranda     | 1.01–3.07           |                     | Alice Bauer                                           |
| Rodolfo Lazcano                   | Alejandro Nones      | 1.01–3.07           |                     | Leonhard Mahlich                                      |
| Mariana Lazcano                   | Claudia Ramírez      | 1.01–3.07           |                     | Daniela Hoffmann                                      |
| José María „Chema“ Lazcano        | Eugenio Siller       | 1.01–3.07           |                     | Jeremias Koschorz                                     |
| Sofía                             | Ana Lucía Domínguez  | 1.01–2.07           |                     | Leonie Dubuc                                          |
| Sergio Hernández                  | Juan Carlos Remolina | 1.01–2.07           |                     | Tobias Lelle                                          |
| Lorenzo Rossi                     | Luis Roberto Guzmán  | 1.01–2.08           | 3.01                | Sven Gerhardt                                         |
| Sara Guzmán                       | Ximena Lamadrid      | 1.01–3.07           |                     | Derya Flechtner                                       |
| Alejandro „Álex“ Guzmán (jung)    | Leo Deluglio         | 1.01–3.07           |                     | Cedric Eich                                           |
| José María „Chema“ Lazcano (jung) | Polo Morín           | 1.01–3.07           |                     | Sebastian Fitzner                                     |
| Rodolfo Lazcano (jung)            | Andrés Baida         | 1.01–3.07           |                     | Nicolas Rathod                                        |
| Marifer Fernández Gálvez (jung)   | Ela Velden           | 1.01–2.08           | 3.01                | Celina Gaschina                                       |
| Nicandro                          | Matías Novoa         | 2.01–2.08           | 3.01                | Nick Forsberg                                         |
| Dr. Alanis                        | Daniel Giménez Cacho | 2.01–3.01           |                     | Hanns Jörg Krumpholz                                  |
| Elroy (jung)                      | Marco Zapata         | 2.01–2.08           | 1.01–1.10, 3.01     | Amadeus Strobl                                        |
| Nicandro (jung)                   | Martín Saracho       | 2.01–3.07           | 1.01–1.10           | Nando Schmitz (Staffel 1) Marco Eßer (Staffeln 2 & 3) |
| Abel                              | Antonio de la Vega   | 2.03–3.01           |                     | Marcel Collé                                          |
| Reinaldo                          | Jean Reno            | 3.01–3.07           |                     | Tom Vogt                                              |
| Recluso                           | Quetzalli Cortés     | 3.01–3.07           |                     |                                                       |
| Frida                             | Rebecca Jones        | 3.01–3.07           |                     | Antje von der Ahe                                     |

### Nebenbesetzung
| Rolle                    | Schauspieler             | Nebenrolle (Folgen) | Synchronsprecher |
| ------------------------ | ------------------------ | ------------------- | ---------------- |
| Mariana Lazcano (jung)   | Luciana González De León | 1.01–3.03           | Nicole Hannak    |
| Clara                    | Fátima Molina            | 1.01–2.08           | Lina Rabea Mohr  |
| Bruno                    | Iñaki Godoy              | 1.01–2.07           | Philipp Lind     |
| Sofía                    | Ana Lucía Domínguez      | 1.01–2.07           |                  |
| Elroy                    | Héctor Jiménez           | 1.01–2.02, 2.08     | Sven Hasper      |
| Carlos                   | Marco Treviño            | 1.01–2.06           | Michael Deffert  |
| Moncho                   | Cayetano Arámburo        | 1.01–2.06           | Peter Lontzek    |
| Marifer Fernández Gálvez | Litzy                    | 1.01–3.01           | Anna Grisebach   |
| Lucía                    | Mar Carrera              | 1.01–3.07           | Marion Musiol    |
| Imara                    | María Andrea             | 1.01–1.07           | Melanie Tòth     |
| Cristina                 | Úrsula Pruneda           | 2.04, 2.06–2.07     | Manja Doering    |
| Alma Solares             | Maite Perroni            | 3.01                | Moira May        |
| Lucía Guzmán             | Ximena Lamadrid          | 3.02–3.07           | Derya Flechtner  |
| Tonya                    | Lumi Cavazos             | 3.02–3.07           | Anna Dramski     |

## Episodenliste

### Staffel 1
| Nr. (ges.)                                                                         | Nr. (St.) | Deutscher Titel              | Originaltitel                      |
| ---------------------------------------------------------------------------------- | --------- | ---------------------------- | ---------------------------------- |
| 1                                                                                  | 1         | Das war kein Versehen        | No fue un error                    |
| 2                                                                                  | 2         | Schlechte Menschen           | Gente mala                         |
| 3                                                                                  | 3         | In Liebe, Sara               | Cariños, Sara                      |
| 4                                                                                  | 4         | Das Monster in der Familie   | El monstruo de la familia          |
| 5                                                                                  | 5         | Lebensversicherung           | Seguro de vida                     |
| 6                                                                                  | 6         | Gejagt                       | Cacería                            |
| 7                                                                                  | 7         | Furcht und Schuld            | El miedo y la culpa                |
| 8                                                                                  | 8         | Wo Träume real werden        | Donde los sueños se hacen realidad |
| 9                                                                                  | 9         | Die Welt geht in Flammen auf | Ver el mundo arder                 |
| 10                                                                                 | 10        | Zwei Gräber                  | Dos tumbas                         |
| Am 24. März 2021 wurden alle Folgen der ersten Staffel bei Netflix veröffentlicht. |           |                              |                                    |

### Staffel 2
| Nr. (ges.)                                                                         | Nr. (St.) | Deutscher Titel           | Originaltitel           |
| ---------------------------------------------------------------------------------- | --------- | ------------------------- | ----------------------- |
| 11                                                                                 | 1         | Saras zwei Gesichter      | Las dos caras de Sara   |
| 12                                                                                 | 2         | Blut an ihren Händen      | Sangre en las manos     |
| 13                                                                                 | 3         | Kollaps                   | Derrumbe                |
| 14                                                                                 | 4         | Es liegt in deinen Händen | Todo queda en tus manos |
| 15                                                                                 | 5         | Die Toten sprechen        | Los muertos hablan      |
| 16                                                                                 | 6         | Das ist persönlich        | Esto es personal        |
| 17                                                                                 | 7         | Wir waren nie Freunde     | Nunca fuimos amigos     |
| 18                                                                                 | 8         | Ich habe Sara ermordet    | Yo maté a Sara          |
| Am 19. Mai 2021 wurden alle Folgen der zweiten Staffel bei Netflix veröffentlicht. |           |                           |                         |

### Staffel 3
| Nr. (ges.)                                                                                     | Nr. (St.) | Deutscher Titel              | Originaltitel                |
| ---------------------------------------------------------------------------------------------- | --------- | ---------------------------- | ---------------------------- |
| 19                                                                                             | 1         | Mutmaßlich tot               | Presunción de muerte         |
| 20                                                                                             | 2         | Medusa-Komplex               | Complejo de Medusa           |
| 21                                                                                             | 3         | Tot oder lebendig            | Viva o muerta                |
| 22                                                                                             | 4         | Willkommen im Medusa-Zentrum | Bienvenidos al Centro Medusa |
| 23                                                                                             | 5         | Laborratten                  | Ratones de laboratorio       |
| 24                                                                                             | 6         | Was ist mit Sara geschehen?  | Qué pasó con Sara            |
| 25                                                                                             | 7         | Was hast du getan, Sara?     | ¿Qué hiciste, Sara?          |
| Am 18. Mai 2022 wurden alle Folgen der dritten und finalen Staffel bei Netflix veröffentlicht. |           |                              |                              |

## Rezeption
Die erste Staffel wurde von Kritikern überwiegend positiv eingeschätzt auf Rotten Tomatoes mit einem Score von 86 % bewertet. Insbesondere die schnelle Abfolge energiegeladener Szenen und insgesamt guter Leistung der Schauspieler wurden dabei von Kritikern hervorgehoben.
Innerhalb der ersten 28 Tage nach Veröffentlichung wurde die Serie von 55 Millionen Haushalten über Netflix gestreamt. Damit führte die Serie zeitweise das Ranking der meistgesehenen Serien auf Netflix an.